# 紀元前524年
紀元前524年（きげんぜん524ねん）は、西暦（ローマ暦）による年。紀元前1世紀の共和政ローマ末期以降の古代ローマにおいては、ローマ建国紀元230年として知られていた。紀年法として西暦（キリスト紀元）がヨーロッパで広く普及した中世時代初期以降、この年は紀元前524年と表記されるのが一般的となった。

## 他の紀年法
- 干支 : 丁丑
- 日本
  - 皇紀137年
  - 安寧天皇25年
- 中国
  - 周 - 景王21年
  - 魯 - 昭公18年
  - 斉 - 景公24年
  - 晋 - 頃公2年
  - 秦 - 哀公13年
  - 楚 - 平王5年
  - 宋 - 元公8年
  - 衛 - 霊公11年
  - 陳 - 恵公10年
  - 蔡 - 平侯7年
  - 曹 - 平公4年
  - 鄭 - 定公6年
  - 燕 - 共公5年
  - 呉 - 呉王僚3年
- 朝鮮
  - 檀紀1810年
- ベトナム :
- 仏滅紀元 : 21年
- ユダヤ暦 : 3237年 - 3238年

## できごと

### 中国
- 周の毛得が毛伯過を殺害して自ら毛伯として立った。
- 宋・衛・陳・鄭で火災が起こった。
- 鄭の子産が火災に遭った社を再建した。
- 楚の平王が公子勝を派遣して許を白羽に移転させた。

## 死去
- 平公 - 曹の君主